# Parenzo
Parenzo (in croato Poreč; in veneto Parenso; in tedesco Parenz) è una città croata di 16 607 abitanti (2021) situata sulla costa occidentale della penisola istriana. È uno dei maggiori centri turistici della regione.
Di antiche origini romane, si è sviluppata attorno al porto, protetto dall'isolotto di San Nicola (oggi in croato Sveti Nikola). L'area conta circa 37 km di coste, comprese tra il fiume Quieto (Mirna) a nord, sotto Cittanova (Novigrad), e Fontane (Funtana) a sud, nei pressi di Orsera (Vrsar). Parenzo è sede vescovile della diocesi di Parenzo e Pola, suffraganea dell'arcidiocesi di Fiume.

## Geografia fisica

### Territorio
Il centro storico della cittadina si trova in una piccola penisola situata nella parte centrale dell’area comunale parenzana, che possiede circa 37 km di costa che vanno, a nord, dal fiume Quieto, fino al comune di Fontane, situato a sud. Il paesaggio interno è caratterizzato da una ricca vegetazione mediterranea con pinete e il terreno è costituito da fertile terra rossa, tipica di buona parte della penisola istriana.
Il comune di Parenzo comprende anche l’isola di San Nicolò, più altri isolotti occasionalmente abitati o disabitati, come quello di Altese e Regata, e scogli più o meno rocciosi, come Barbaran, Botassel, Calbula, Sarafel e Zontolo. 

### Clima
Il clima locale è estremamente mite, libero dall'opprimente afa estiva. Il mese di agosto è il più caldo, con una temperatura media di 24 °C in condizioni di bassa umidità, mentre gennaio è il più freddo, con una media di 5 °C. Ci sono più di 2500 ore di sole all'anno, con una media di oltre 10 ore di sole nelle giornate estive. Le temperature del mare arrivano a 25 °C.
Le precipitazioni annuali di 920 mm sono equamente distribuite nel corso dell'anno. I venti sono la bora, che d'inverno porta l'aria fredda e tersa dal nord, e lo scirocco, il vento caldo che porta la pioggia da sud. La brezza diurna che soffia dal mare verso terra è detta "maestrale", mentre la brezza notturna, che soffia dalla terra verso il mare, è detta "levante".

## Caratteristiche fisiche
La grotta di Baredine è l'unico monumento geologico nelle vicinanze.
Il canale di Leme (Limski Kanal) è una struttura lunga 12 km simile a un fiordo, ultimo tratto del profondo vallone (Draga) creato dal torrente Foiba (Pazinčica), che scende dal cuore dell'Istria erodendo il terreno nel suo corso verso il mare. Occasionalmente si trovano blocchi di quarzo, solitamente esposti dall'erosione marina.
Il territorio è ricco di pinete e di macchia mediterranea, principalmente composta da olmi. Per generazioni, la fertile terra rossa (o Cirquenizza), mescolata a pietre, è stata usata nella coltivazione di cereali, frutteti, ulivi, ortaggi. Oggi, è significativa la produzione di cibi biologici, ulivi, e vini di qualità tipicamente italiani, come Borgogna e Terrano (vitigni Malvasia, Merlot, Pinot).

## Storia

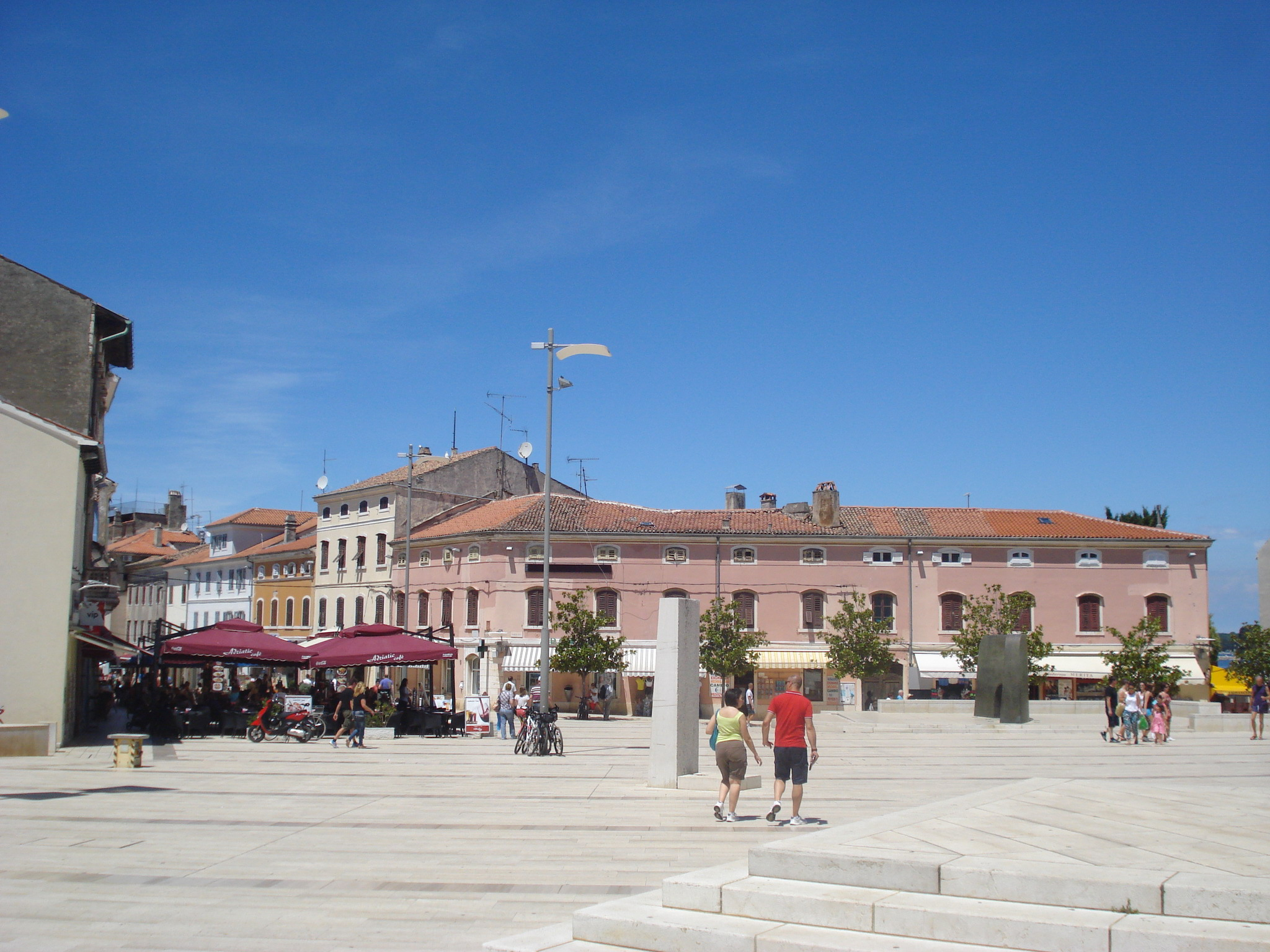
Piazza della Libertà nel cuore di Parenzo

Il luogo è abitato fin dalla preistoria. Nel II secolo a.C. i Romani costruirono un accampamento su una piccola penisola dalle dimensioni di circa 400 per 200 metri, che corrisponde all'odierno centro cittadino. Durante il regno dell'imperatore Augusto, nel 12 a.C., divenne un municipio ed entrò a far parte della Regio X Venetia et Histria; in seguito, all'inizio del I secolo, fu elevato a colonia di cittadinanza romana col nome di Colonia Iulia Parentium.
Nel III secolo, nel luogo era presente una comunità di cristiani con un iniziale complesso edilizio destinato a scopi religiosi. La città fu eretta a diocesi e una basilica fu costruita nel V secolo da parte del santo vescovo Mauro, divenuto poi patrono della città. Dopo la caduta dell'Impero romano d'Occidente nel 476, seguì una serie di diverse forme di governo e di sovrani: inizialmente fu parte del territorio controllato dagli Ostrogoti e dopo il 539 divenne parte dell'Impero bizantino. In questo periodo il vescovo Eufrasio terminò la costruzione della grande basilica che da lui prese il nome.
A cavallo tra il VI secolo e il VII secolo si verificarono anche nel Parentino le prime devastanti incursioni di tribù slave, che invasero e razziarono il territorio e cinsero d'assedio la città senza però riuscire a sopraffarla. Successivamente si ritirarono nell'entroterra montagnoso. A questi lutti e saccheggi si aggiunsero ripetute epidemie di peste, che congiuntamente portarono a un netto spopolamento del territorio, cosicché alcuni anni dopo s'iniziò a favorire l'insediamento, questa volta pacifico, di singoli gruppi slavi nel contado. Secondo alcune fonti, un primo insediamento di Croati risale circa al 620. Dal 788 fu governata dai Franchi. Nel XII secolo ci fu un breve periodo di indipendenza, interrotto poi dal governo del patriarca di Aquileia. Nel 1267 Parenzo divenne parte del territorio controllato dalla Repubblica di Venezia, situazione che si protrasse per oltre cinque secoli.
Nel 1797 fu per breve tempo tenuta dall'arciducato d'Austria; passò quindi all'Impero Francese di Napoleone per tornare infine, dopo la sconfitta di quest'ultimo, austriaca. Nel 1861 divenne il capoluogo del margraviato d'Istria, ospitando la sede del parlamento regionale (Dieta Istriana) nonché scuole e uffici giudiziari e amministrativi. Dopo la prima guerra mondiale fu annessa con tutta l'Istria all'Italia, di cui condivise le sorti. Il trattato di Pace di Parigi del 1947, al termine della seconda guerra mondiale, assegnò l'Istria alla Jugoslavia. Successivamente vi fu l'esodo massiccio di gran parte della popolazione italiana da tutta l'Istria e la Dalmazia. Nel 1991, con la secessione dalla Jugoslavia della Croazia, Parenzo passò sotto la sovranità di quest'ultima. 
La città ha una certa notorietà nella cultura popolare del Triveneto grazie alla canzone La mula de Parenzo.

## Società

### Evoluzione demografica
La popolazione di Parenzo era in prevalenza di lingua e cultura italiana (in genere parlanti il dialetto istro-veneto) sino all'annessione alla Jugoslavia (fine della seconda guerra mondiale) e al successivo esodo di gran parte degli italiani dall'Istria. Con il tipico contrasto fra la città italiana e la campagna slava che caratterizzava questa parte dell'Istria, la città e i paesi del circondario erano popolati quasi esclusivamente da italiani, mentre nelle campagne era consistente (32,4% della popolazione dell'intero comune nel 1910) la componente croata.
Secondo il censimento austroungarico del 1910, Parenzo città era abitata da 3992 persone, delle quali 3962 (99,2%) erano italiani, 21 tedeschi, e 9 croati.

### La presenza autoctona di italiani
È presente una comunità di italiani autoctoni che rappresentano una minoranza residuale di quelle popolazioni italofone che abitarono per secoli la penisola dell'Istria e le coste e le isole del Quarnaro e della Dalmazia, territori che appartennero alla Repubblica di Venezia. La presenza degli italiani a Parenzo è drasticamente diminuita in seguito all'esodo giuliano dalmata, che avvenne dopo la seconda guerra mondiale e che fu anche cagionato dai "massacri delle foibe".
La presenza della minoranza italiana resta relativamente forte nonostante l'esodo. Il bilinguismo è applicato ma limitato alla doppia dicitura delle vie nella città e in alcune frazioni. Sul territorio comunale operano due comunità italiane: la "Comunità degli Italiani di Parenzo", in città con 1.376 affiliati, e la "Comunità degli Italiani di Mompaderno", con circa 276 affiliati (secondo i dati dell'Unione Italiana, l'organizzazione della minoranza italiana di Slovenia e Croazia). Quindi circa il 9,89% della popolazione è iscritta alle locali comunità italiane. Tale dato però è riferito solo agli iscritti che hanno compiuto la maggiore età.
Secondo il censimento croato del 2011, la minoranza autoctona italiana nel comune di Parenzo è pari al 3,23% della popolazione complessiva.

### Lingue e dialetti

#### Censimento 2001

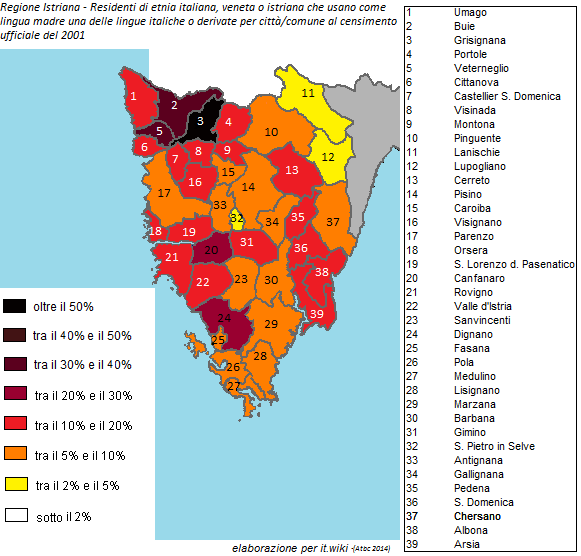
Distribuzione dei residenti di etnia italiana che adottano una delle lingue italiche o derivate (2001)

| %      | Ripartizione linguistica (gruppi principali) |
| ------ | -------------------------------------------- |
| 87,12% | madrelingua croata                           |
| 6,42%  | madrelingua italiana                         |
| 2,28%  | madrelingua albanese                         |

#### Censimento 2011
| %      | Ripartizione linguistica (gruppi principali) |
| ------ | -------------------------------------------- |
| 89,03% | madrelingua croata                           |
| 3,64%  | madrelingua italiana                         |
| 2,40%  | madrelingua albanese                         |

## Località
Il comune di Parenzo è diviso in 55 insediamenti (naselja):
- Antonzi (Antonci)
- Banchi (Banki)
- Barcici (Brčići)
- Balsarina (Bašarinka)
- Bonazzi (Bonaci)
- Bratovici (Bratovići)
- Buici (Buići)
- Cadumi (Kadumi)
- Cattuno (Katun)
- Cervera (Črvar)
- Chirmegnacco (Kirmenjak)
- Ciussi (Čuši)
- Cosini (Kosinožići)
- Cucaz (Kukci)
- Decovi (Dekovići)
- Filippini (Filipini)
- Foscolino (Fuškulin)
- Frassineto (Jasenovica)
- Gulich (Gulići)
- Gegni (Jehnići)
- Jacchi II (Jakići II)
- Radolovi (Ladrovići)
- Maggio (Veli Maj)
- Magrini (Blagdanići)
- Matterada (Materada Maj)
- Micatti (Mihatovići)
- Micetti (Mičetići)
- Micheli (Mihelići)
- Monghebbo (Mugeba)
- Monpaderno (Baderna)
- Monsalice (Mušalež)
- Monspinoso (Dračevac)
- Montisano (Montižana)
- Mottolini (Matulini)
- Parenzo (Poreč), sede comunale
- Porto Cervara (Červar-Porat)
- Racovazzi (Rakovci)
- Radamanni (Radmani)
- Radossi di Sbandati (Radoši kod Žbandaja)
- Rusi (Ružići)
- Sbandati (Žbandaj)
- Serraio (Šeraje)
- Spada (Špadići)
- Stancio (Stranići kod Nove Vasi)
- Stari (Starići)
- Stefani (Štifanići)
- Susgnano (Šušnjići)
- Valcarina (Valkarin)
- Varvari o Varvaro (Vrvari)
- Velenicco (Veleniki)
- Vesnaveri (Vržnaveri)
- Villaggio di Maggio (Mali Maj)
- Villanova (Nova Vas)
- Vranni (Vranići kod Poreča)
- Zanzini (Cancini)

## Clima
| Parenzo             | Mesi | Mesi | Mesi | Mesi | Mesi | Mesi | Mesi | Mesi | Mesi | Mesi | Mesi | Mesi | Stagioni | Stagioni | Stagioni | Stagioni | Anno |
| Parenzo             | Gen  | Feb  | Mar  | Apr  | Mag  | Giu  | Lug  | Ago  | Set  | Ott  | Nov  | Dic  | Inv      | Pri      | Est      | Aut      | Anno |
| ------------------- | ---- | ---- | ---- | ---- | ---- | ---- | ---- | ---- | ---- | ---- | ---- | ---- | -------- | -------- | -------- | -------- | ---- |
| T. max. media (°C)  | 8    | 9,4  | 12,5 | 16,4 | 21,0 | 24,7 | 27,4 | 27,1 | 23,4 | 18,9 | 13,3 | 9,6  | 9,0      | 16,6     | 26,4     | 18,5     | 17,6 |
| T. min. media (°C)  | 3,4  | 3,9  | 6,0  | 9,2  | 13,3 | 17,1 | 19,6 | 19,4 | 16,3 | 12,4 | 7,6  | 4,6  | 4,0      | 9,5      | 18,7     | 12,1     | 11,1 |
| Precipitazioni (mm) | 75   | 67   | 70   | 82   | 74   | 77   | 61   | 84   | 101  | 92   | 113  | 84   | 226      | 226      | 222      | 306      | 980  |

## Economia
Tradizionalmente, le attività della popolazione sono sempre state collegate alla terra e al mare. L'unica industria importante è quella alimentare. Essendo completamente integrata con l'Europa dal 1994, i settori di commercio, finanza e comunicazioni sono in crescita. La primaria fonte di reddito è il turismo. I prezzi degli immobili sono molto alti a causa della notevole posizione della città.

## Patrimonio

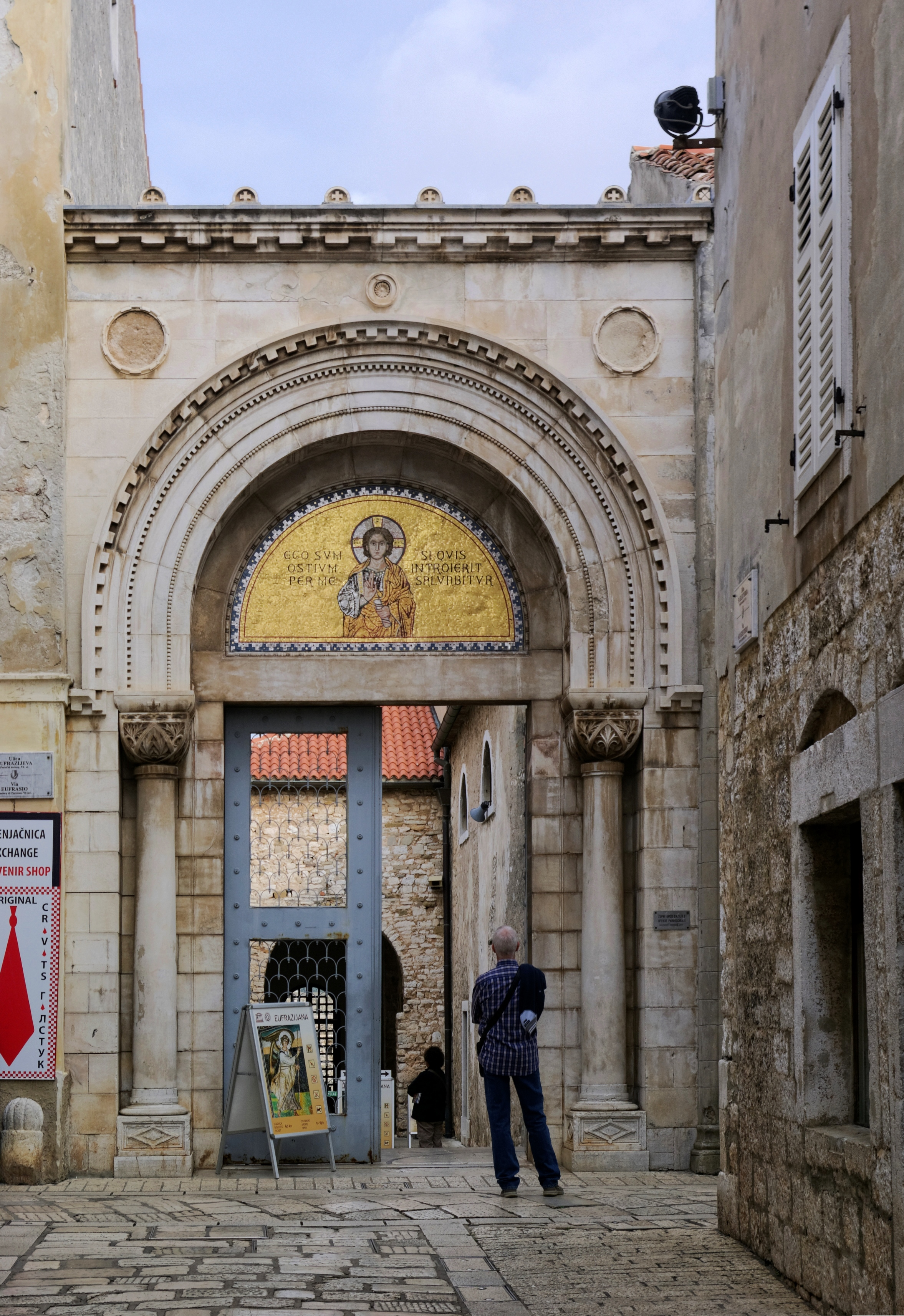
L'ingresso alla basilica eufrasiana di Parenzo

La pianta della città mostra ancora la struttura del castrum romano: le strade principali, il Decumanus e il Cardo Maximus, sono infatti conservate nella loro forma antica. Marafor (che deriva dal latino Major Forum) è la piazza romana con due templi; uno di questi (di dimensioni 30x11m), eretto nel I secolo, è dedicato al dio romano Nettuno. 
Ci sono poi nella città alcune case romaniche, fra cui:
- la cosiddetta "Casa romanica" (XIII secolo), con bifora romanica, scalinata esterna e balconata in legno;
- la cosiddetta "Casa dei due santi"[6], edificio con un'entrata semicircolare sulla quale su tutta l'altezza di un piano ci sono due rilievi in stile romanico di due santi. Le sculture sulla facciata appartenevano originariamente alla chiesa dell'antico monastero di san Cassiano[7], fondato nel VII secolo in epoca longobarda; il monastero dipese dal 1028 dall'abbazia di San Michele in Monte di Pola[8][9] (oggi forte San Michele di Pola), ma venne abbandonato già nel XIII secolo. Oggi l'edificio è sede della Sovrintendenza al patrimonio artistico;
- la "Kanonicka Kuca" (la Casa Canonicale) del 1251, un edificio ecclesiastico in stile romanico, con bifore romaniche, portale e nicchie con diverse iscrizioni.

Vi sono inoltre dei bei palazzi gotici veneziani, come la chiesa francescana con la barocca sede dell'Assemblea istriana.
Fra il XII e il XIX secolo la città ha avuto famose fortificazioni.

### Architetture religiose
- Il complesso della Basilica Eufrasiana, risalente al V secolo ma ampliato nel VI sotto il vescovo dell'Impero bizantino Eufrasio, è il principale monumento di Parenzo, protetto dall'UNESCO come patrimonio dell'umanità dal 1997;
- Chiesa di Nostra Signora degli Angeli, edificio barocco del 1770, costruito sui resti di una chiesa romanica precedente;
- Chiesa di San Eleuterio, un antico edificio medievale.

## Turismo

### Storia
Nel 1844 la società dei vaporetti, il Lloyd Austriaco di Trieste, aprì una linea turistica che comprendeva Parenzo. Già nel 1845 venne stampata la prima guida turistica che descriveva la città. L'aristocrazia austro-ungarica fu la prima a scoprire Parenzo, nel 1866, quando l'arciduchessa austriaca Stephanie introdusse la città al pubblico entrando nel porto di Parenzo a bordo del suo yacht Phantasy. Nel 1867 l'arciduca Carlo Stefano e l'arciduchessa Maria Teresa d'Asburgo-Lorena vi passarono le vacanze, mentre nel 1868 fu visitata da Carlo Luigi d'Austria. Il più vecchio hotel della città è il celeberrimo Riviera, costruito nel 1910. In seguito fu la volta del Parentino e di altri.

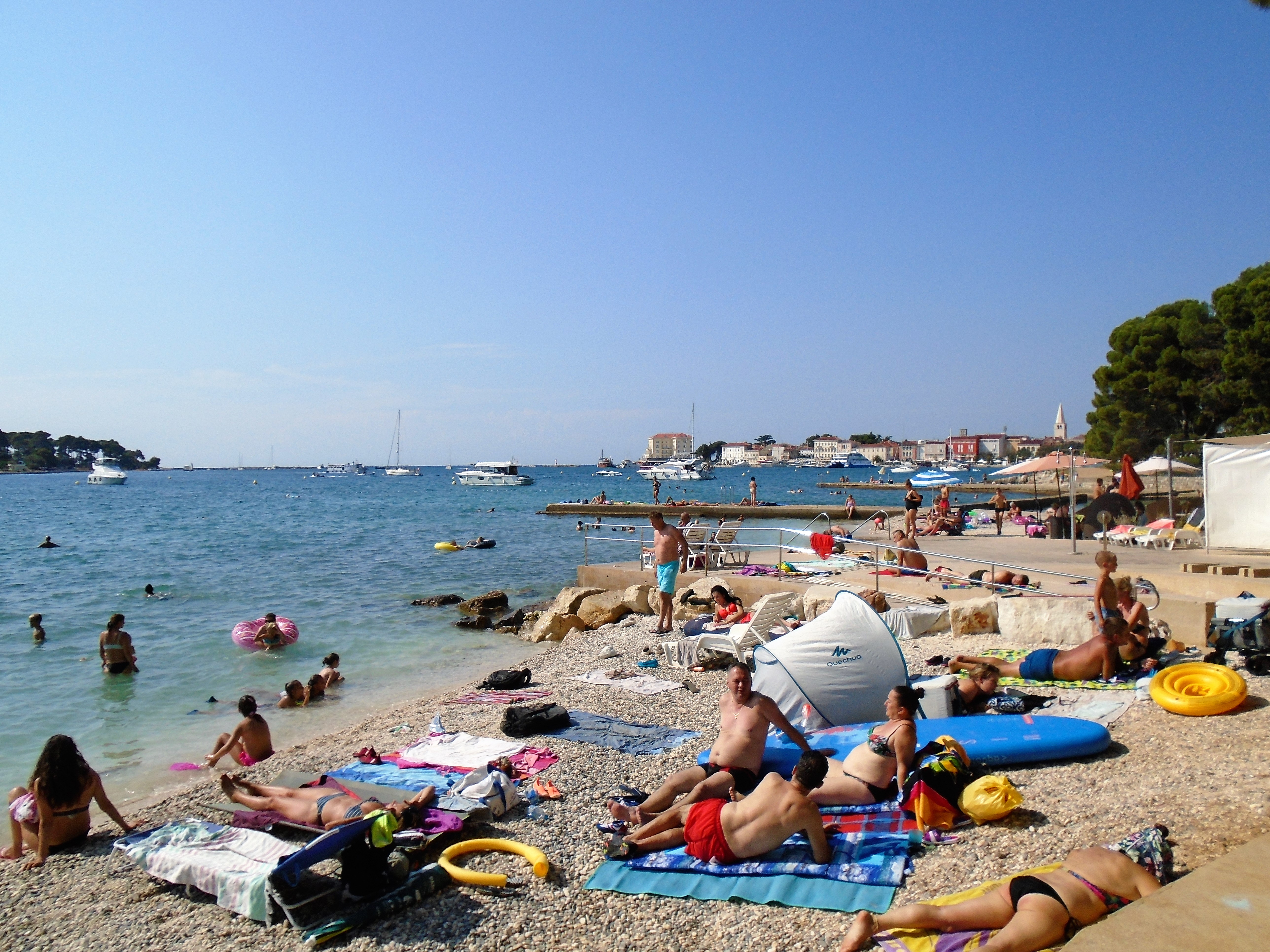
Bagno di città

### La "capitale" del turismo
Parenzo oggi è la capitale croata del turismo. La città offre più di 100.000 posti letto, più di 30 hotel, 15 campeggi, campeggi e villaggi per naturisti, 15 complessi di appartamenti, ville, bungalow, e numerose case e camere in affitto. L'infrastruttura turistica è sparsa lungo i 40 km di costa, tra il fiume Quieto (Mirna) e il Canale di Leme (Limski Kanal). Più del 30% dei turisti in vacanza sulle coste occidentali dell'Istria (la regione più visitata della Croazia), soggiornano qui.
Nell'alta stagione, tutta l'area ha una popolazione che supera i 200.000 residenti. Il più grande campeggio marino-nudista-naturista d'Europa è in questa zona, nei pressi della frazione di Vrsar-Orsera; può ospitare fino a 10.000 ospiti, prevalentemente provenienti dai paesi di lingua tedesca. Poiché gran parte delle attività vacanziere si svolgono fuori dalla città, il centro di Parenzo si affolla solo durante la sera, quando i turisti si riversano nei ristoranti, nei bar e nelle discoteche.
Oltre che dal sole e dal mare, i turisti sono attratti dal centro storico, con i suoi musei e gallerie in strade costruite dagli antichi romani, arricchite da tracce di altre culture.
Fuori stagione la zona è visitata nei fine settimana da turisti provenienti soprattutto dall'Italia e dal resto della Croazia, dalla Slovenia e dall'Austria. Si stanno sviluppando diversi agriturismi. Le strutture sportive sono sviluppate e utilizzabili tutto l'anno. Durante la guerra nei Balcani (1991-1994), vennero in gran parte destinate ad ospitare i rifugiati provenienti da altre parti della nazione.

## Infrastrutture e trasporti
Le principali vie di comunicazione sono stradali. Parenzo è ben connessa al resto dell'Istria e a tutte le città principali come Trieste, Fiume, Lubiana e Zagabria. L'aeroporto commerciale più vicino si trova a Pola. Il traffico marittimo è meno importante rispetto ai secoli passati, e oggi è composto principalmente da barche da diporto. La connessione ferroviaria più vicina è a Pisino (Pazin), sede del governo regionale, (Regione istriana). Nel 1902 venne inaugurata una linea ferroviaria a scartamento ridotto, chiamata Parenzana o Parenzaner Bahn, che collegava Parenzo a Trieste. Restò in servizio fino al 1935.

## Amministrazione

### Gemellaggi
- Massa Lombarda
- Monselice